# Christopher Atkins
Christopher Atkins (Rye, Nova Iorque, 21 de fevereiro de 1961) é um actor norte-americano que ficou conhecido por ter contracenado com Brooke Shields no filme A Lagoa Azul, em 1980 mas também como Peter Richards na sétima temporada de Dallas, em 1983-'84.
Atkins nasceu em Rye, Nova York, para os norte-americanos alemães Donald Bomann e Bitsy Nebauer. No ensino médio, ele era um salva-vidas e instrutor de vela, onde foi descoberto por The Blue Lagoon.

## Carreira
Atkins não tinha nenhum interesse ou experiência prévia em atuação, mas um agente que ele conhecia o persuadiu a fazer um teste para o A Lagoa Azul. Atkins ganhou o papel de mais de 2.000 outros atores. No filme, ele e sua co-estrela Brooke Shields interpretaram dois primos adolescentes que vivem sozinhos em um paraíso tropical depois de serem abandonados quando crianças. Lançado em 1980, o filme arrecadou mais de US $ 58 milhões com um custo de produção de US $ 4,5 milhões.

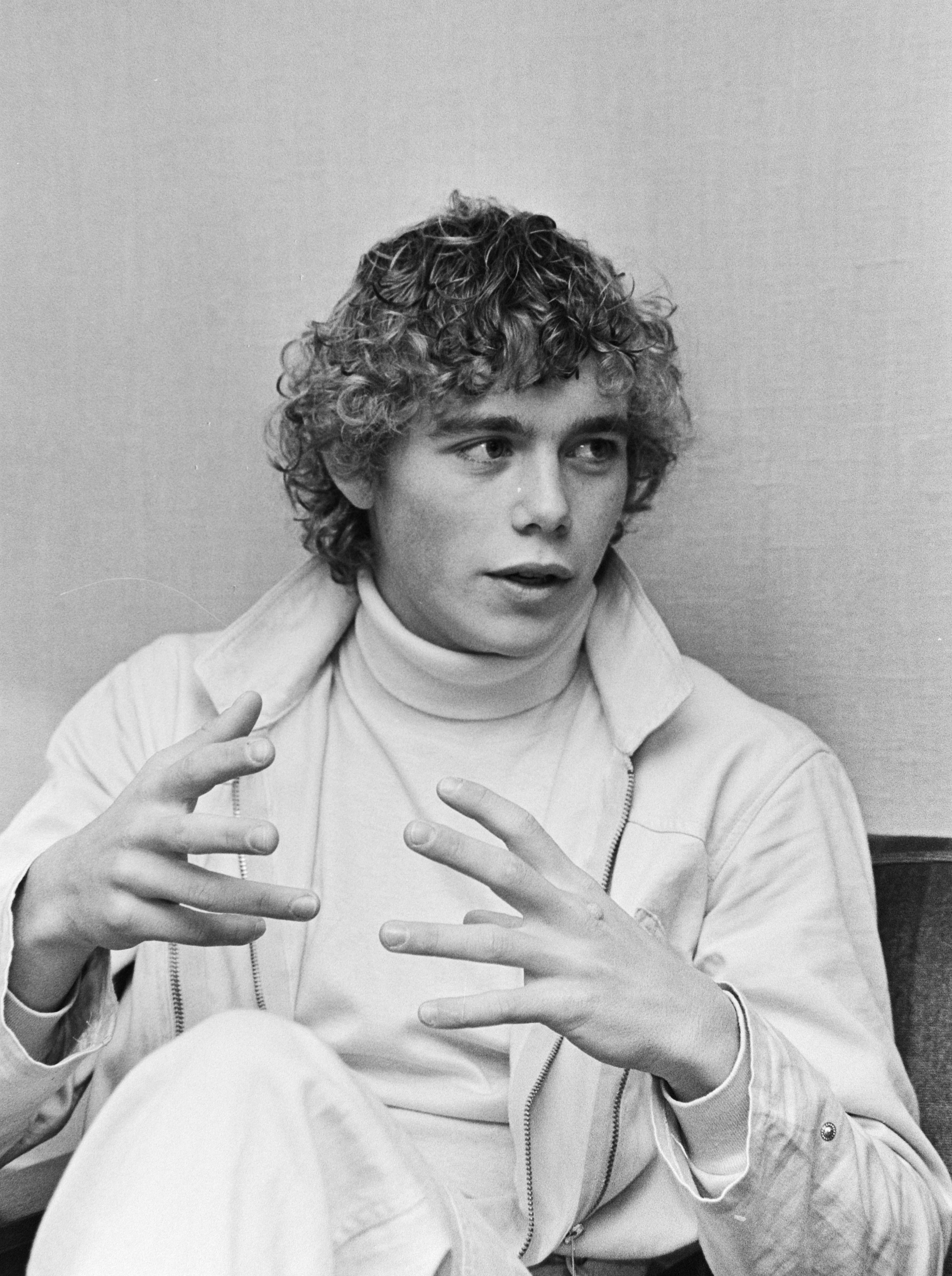
Atkins em 1981

## Filmografia
- A Lagoa Azul (The Blue Lagoon) (1980)
- Romance Pirata (The Pirate Movie) (1982)
- Clube das Mulheres (A Night in Heaven) (1983)
- Atração Fatal (Secret Weapons) (1985)
- Shakma (1990)
- Bandit: De Volta às Origens (Bandit: Bandit Goes Country) (1994)
- Quigley - Um Cachorro Pra Lá de Humano (Quigley) (2003)
- A Caverna Maldita (Caved In) (2006)
- Payback (2007)
- 100 Milhões Antes de Cristo (100 Million BC) (2008)
- Lagoa Azul: O Despertar (Blue Lagoon: The Awakening) (2012)